# British American Racing
A British American Racing egy Formula–1-es versenycsapat, mely 1999-től 2005-ig szerepelt a sportágban. A csapat elődje a Tyrrell csapat volt, első évükben Supertec motorokat használtak, a következő hat évben pedig a Honda szállított motorokat a csapat számára. A csapat nevét a British American Tobacco cégről kapta, melynek két dohánytermékét, a Lucky Strike-ot, és az 555-öt reklámozták. 2004 novemberében a Honda felvásárolta a csapat 45%-át, majd a rákövetkező évben a maradékot, és 2006-tól már Honda Racing F1 néven indult. A Lucky Strike megmaradt a csapat főszponzorának 2006 végéig, amíg a dohányreklámokat teljesen be nem tiltották a Formula–1-ben.
A Honda további három évig működtette a csapatot, majd a gazdasági világválság miatt eladták Ross Brawn-nak, aki Brawn GP néven egyetlen év erejéig versenyeztette, melynek során egyéni és konstruktőri világbajnok is lett. 2010-től a csapat a Formula–1-ben ma is versenyző gyári Mercedes istállóvá alakult át.

## Története
A British American Tobacco (BAT) nem volt ismeretlen a sportágban, hiszen több csapat autóit is szponzorálták az évek során. A legismertebb ilyen szponzorációjuk az 1980-as években a Lotus John Player Special fekete-arany festése volt. 1997 végén Craig Pollock 30 millió fontért megvásárolta a Tyrrell Formula–1-es csapatot, Adrian Reynard és Rick Gorne pedig kisebbségi tulajdonosok lettek. Az 1998-as idényt még mint Tyrrell teljesítették.
Miközben megkezdték a felkészülést az első igazi, 1999-es szezonjukra, bejelentették 1998 nyarán, hogy a regnáló világbajnok Jacques Villeneuve lesz az egyik pilótájuk. Ez nem volt meglepő annak ismeretében, hogy a versenyző és Craig Pollock jóbarátok voltak, mi több, Pollock volt a menedzsere is. Második számú pilótának az újonc, de más versenysorozatokban sikeres Ricardo Zontát igazolták le. A kasztnikat a Reynard Motorsport építette, az új gyárat az angliai Brackleyben építették fel, az első évben pedig Supertec motorokat használtak (1997-es Renault-motorok átnevezve).
Eredeti terveik szerint az egyik autó a Lucky Strike piros-fehér, a másik az 555 cigarettamárka kék-sárga színeit viselte volna, az FIA azonban ragaszkodott a két autó azonos festéséhez, így kompromisszumos megoldással az autók jobb és bal oldala más festést kapott. 2000-től egységesen a Lucky Strike-ot reklámozták, kivéve 2004-2006-ban Kínát, ahol az ott ismertebb 555 reklámja került az autókra.
A csapat jelmondata "A tradition of excellence" (a nagyszerűség tradíciója) volt, amely kezdetben sok kritikát kapott, hiszen a csapat (nem számítva a Tyrrell-éveket) vadonatúj volt. Adrian Reynard olyan kijelentéseket is tett, hogy akár már az első futamon pole pozíciót és győzelmet szerezhetnek.

### 1999

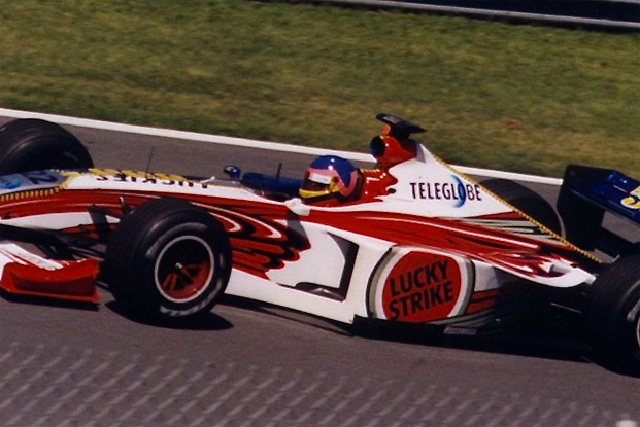
Villeneuve 1999-ben

A nagy fogadkozásokból nem lett semmi, a csapat katasztrofálisan szerepelt és egyetlen pontot sem gyűjtött. Maga az autó nem volt annyira rossz, sebessége, különösen az időmérő edzéseken, megvolt ahhoz hogy a középmezőny tagja lehessen, Villeneuve a spanyol nagydíjon egy ideig még a harmadik helyen is haladt vele. Viszont a megbízhatóság csapnivaló volt, rengetegszer kiestek vele, Villeneuve egymaga a szezon első 11 versenyén sorozatban. Zonta Brazíliában megsérült, ezért három futamon Mika Salo helyettesítette.

### 2000
A csapat már az előző évben bejelentette, hogy új motorpartnerük a Honda lesz 2000-től. A japán gyártó megjelenése gyári támogatással együtt járt. Eredetileg a Honda azt tervezte, hogy az új évezred kezdetén – mint ahogy az 1960-as években – saját gyári csapattal indulnak. 1999-ben a holland Jos Verstappen tesztelt egy a prototípust, de a projekt vezetőjének, Harvey Postlethwaitenek a halála után a Honda elvetette ezt a tervet. 1992 után mindenesetre most tértek vissza a sportágba - bár Mugen-Honda néven voltak erőforrások a kilencvenes években is a Formula–1-ben, azok csak nevükben voltak Honda motorok. Azt is tudni lehetett, hogy a Jordan is megkapja a gyári Honda-motorokat, viszont a gyártó nem tudott a végtelenségig két csapatot is ellátni. Ezért aztán már ettől az idénytől megindult a harc kettejük között a gyári támogatás megmaradásáért.
2000-ben a csapat változatlan versenyzőpárossal indult, és Adrian Reynard is a helyén maradhatott, pedig közte és Craig Pollock közt hűvös lett a viszony. Pollock a 2000-es évet úgy jellemezte, mint amikor a BAR tiszta lappal kezdve feledtetheti az előző évi borzalmakat. Összesen 20 pontot szereztek, legjobb helyezésük négy negyedik hely volt. A konstruktőrök között az ötödik helyet szerezték meg.

### 2001
Ettől az évtől Olivier Panis volt Villeneuve csapattársa. 2001-ben, bár két harmadik helyet szereztek, a hatodik helyen végeztek a bajnokságban.

### 2002
Craig Pollock az év elején lemondott a csapatvezetői tisztségről, a helyére David Richards érkezett. Richards cége, a Prodrive öt éves támogatást ígért. A BAT már ismerte korábbról is a Prodrive-ot, ugyanis az támogatta a szintén az ő érdekeltségükbe tartozó Subaru WRC csapatot.
2002 gyenge, és inkább átmeneti év volt a csapat számára. Dolgozóinak egy részét szélnek eresztették, a technikai igazgató Malcolm Oastler és a tervező Andy Green távoztak. Villeneuve egyre inkább csak kínlódott a pontszerzéssel, Panis pedig messze az elvárások alatt teljesített. Mindenesetre azt sikerült elérniük, hogy annak ellenére, hogy az előző két évben rosszabbul szerepeltek, mint a Jordan, mégis ők lettek 2003-tól kezdve a Honda kizárólagos partnerei.

### 2003
2003-ban Panis helyére a brit Jenson Button érkezett, aki jóval több pontot szerzett világbajnok csapattársánál. Villeneuve és a csapatfőnök David Richards között egyébként is egyre több volt az összetűzés, aminek a vége az lett, hogy a kanadai pilótát az idény végén elbocsátották. Az utolsó japán nagydíjra már Szató Takumát ültették be, ami a Honda számára volt fontos, mert szerették volna, ha japán versenyző van a csapatnál. A BAR a szezon végére 26 pontot gyűjtött össze, amivel az ötödikek lettek a konstruktőrök versenyében. Button a csapat történetében először néhány körig vezetett egy versenyt Amerikában. Ebben az idényben használtak utoljára Bridgestone gumikat.

### 2004

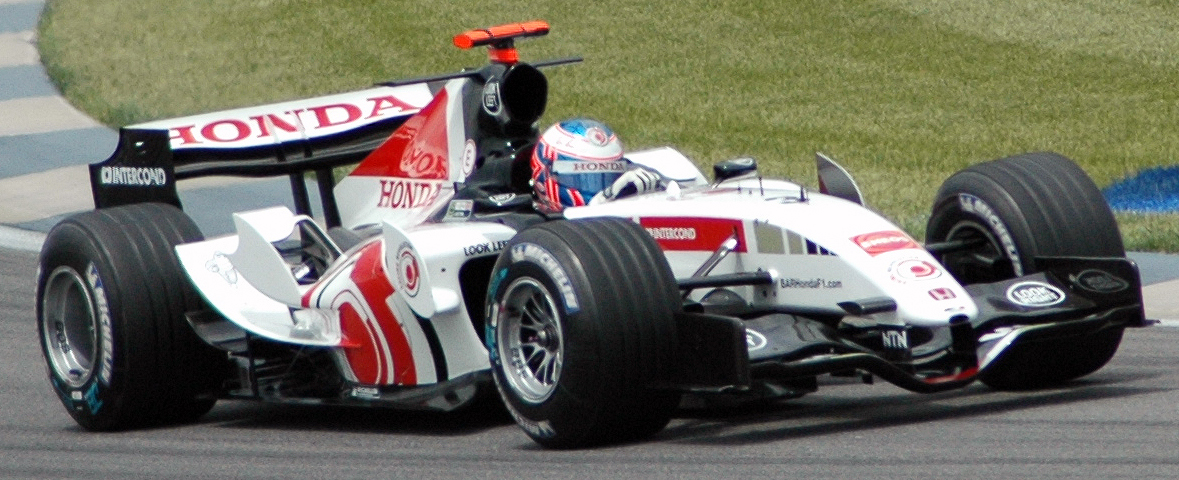
Jenson Button 2005-ben a BAR-ral

A legjobb évad számukra a 2004-es volt: a két versenyző – Jenson Button és Szató Takuma – több dobogós helyezést és egy pole-pozíciót szerzett a csapatnak, de futamot nem sikerült nyerniük. A Honda-motoros BAR száztizenkilenc pontjával második lett a konstruktőr-világbajnokságban, egyedül csak a győzelem hiányzott a teljes sikerhez.
Az év során egy kisebb nézeteltérés is kialakult a BAR és a Williams között, ugyanis mindkét csapat állította, hogy élő szerződésük van Buttonnal a következő évre. Végül megegyezésre sikerült jutni: Button maradt a BAR-nál 2005-re, viszont 2006-ra előszerződést írt alá a Williams-szel (ami később szintén gondokat okozott).
Időközben a dohányreklámok fokozatos betiltása új helyzetet teremtett a sportágban. 2004 novemberében a BAT eladta a csapat 45 százalékos tulajdoni illetőségét a Hondának, az új csapatfőnök pedig Nick Fry lett. Ezzel együtt idő előtt felmondták a Prodrive-megállapodást is.

### 2005
A csapat rosszul kezdte az évet: az első három futamon kétszer kettős kiesés, egyszer pedig pont nélküli célbaérés hátráltatta őket. A negyedik futamról, San Marinóban, utólag diszkvalifikálták őket, ugyanis megállapították, hogy a minimális 605 kg-os tömeg alatt versenyeztek. A BAR azzal védekezett, hogy ahhoz, hogy az autójuk egyáltalán el tudjon indulni, legalább 6 kg üzemanyagnak kell lennie a tartályokban, márpedig ezzel a tömeghatár felett vannak. Amellett úgy vélték, hogy ennek egyébként is a versenyen kell megfelelniük, nem az azt követő mérésekkor. A csapatot mindazonáltal elmarasztalták, és még két futamra el is tiltották őket, így nem indulhattak a spanyol és a monacói versenyeken. Csak azért nem zárták ki őket a teljes idényből (mint elődjüket, a Tyrrellt 1984-ben), mert nem volt bizonyítható, hogy szándékosan csaltak volna.
A BAR azonban ezután sem talált magára, és a szezon első fele úgy telt el, hogy egyetlen pontot sem szereztek. Ezen nem segített az sem, hogy az amerikai nagydíjat is ki kellett hagyniuk a Michelin-gumis csapatok bojkottja miatt. Szatónak különösen nehéz éve volt, egyetlen pontot gyűjtött csak, így az ő szerződését már meg sem hosszabbították.
Év végén a Honda megszerezte a csapat 100 százalékos tulajdonjogát, majd kivásárolták Jenson Buttont a williamses előszerződéséből. A következő évtől kezdődően a csapat gyári Honda istállóként folytatta a küzdelmeket.
A BAT legközelebb 2019-ben tért vissza a Formula–1-be, amikor "A Better Tomorrow" reklámkampány keretében népszerűsítették az elektromos cigarettát és egyéb, alternatív dohánytermékeket a McLaren autóin.

## Teljes Formula–1 eredménysorozata
| Szezon | Név                     | Modell  | Motor             | Gumi | Versenyzők         | 1   | 2   | 3   | 4   | 5   | 6   | 7   | 8   | 9   | 10  | 11  | 12  | 13  | 14  | 15  | 16  | 17  | 18  | 19  | Pont | Helyezés |
| ------ | ----------------------- | ------- | ----------------- | ---- | ------------------ | --- | --- | --- | --- | --- | --- | --- | --- | --- | --- | --- | --- | --- | --- | --- | --- | --- | --- | --- | ---- | -------- |
| 1999   | British American Racing | BAR 01  | Supertec FB01 V10 | B    |                    | AUS | BRA | SMR | MON | ESP | CAN | FRA | GBR | AUT | GER | HUN | BEL | ITA | EUR | MAL | JPN |     |     |     | 0    | NC       |
| 1999   | British American Racing | BAR 01  | Supertec FB01 V10 | B    | Jacques Villeneuve | Ki  | Ki  | Ki  | Ki  | Ki  | Ki  | Ki  | Ki  | Ki  | Ki  | Ki  | 15  | 8   | 10  | Ki  | 9   |     |     |     | 0    | NC       |
| 1999   | British American Racing | BAR 01  | Supertec FB01 V10 | B    | Ricardo Zonta      | Ki  | NK  | Sér | Sér | Sér | Ki  | 9   | Ki  | 15  | Ki  | 13  | Ki  | Ki  | 8   | Ki  | 12  |     |     |     | 0    | NC       |
| 1999   | British American Racing | BAR 01  | Supertec FB01 V10 | B    | Mika Salo          |     |     | 7   | Ki  | 8   |     |     |     |     |     |     |     |     |     |     |     |     |     |     | 0    | NC       |
| 2000   | Lucky Strike BAR Honda  | BAR 002 | Honda RA000E V10  | B    |                    | AUS | BRA | SMR | GBR | ESP | EUR | MON | CAN | FRA | AUT | GER | HUN | BEL | ITA | USA | JPN | MAL |     |     | 20   | 5.       |
| 2000   | Lucky Strike BAR Honda  | BAR 002 | Honda RA000E V10  | B    | Jacques Villeneuve | 4   | Ki  | 5   | 16  | Ki  | Ki  | 7   | 15  | 4   | 4   | 8   | 12  | 7   | Ki  | 4   | 6   | 5   |     |     | 20   | 5.       |
| 2000   | Lucky Strike BAR Honda  | BAR 002 | Honda RA000E V10  | B    | Ricardo Zonta      | 6   | 9   | 12  | Ki  | 8   | Ki  | Ki  | 8   | Ki  | Ki  | Ki  | 14  | 12  | 6   | 6   | 9   | Ki  |     |     | 20   | 5.       |
| 2001   | Lucky Strike BAR Honda  | BAR 003 | Honda RA001E V10  | B    |                    | AUS | MAL | BRA | SMR | ESP | AUT | MON | CAN | EUR | FRA | GBR | GER | HUN | BEL | ITA | USA | JPN |     |     | 17   | 6.       |
| 2001   | Lucky Strike BAR Honda  | BAR 003 | Honda RA001E V10  | B    | Olivier Panis      | 7   | Ki  | 4   | 8   | 7   | 5   | Ki  | Ki  | Ki  | 9   | Ki  | 7   | Ki  | 11  | 9   | 11  | 13  |     |     | 17   | 6.       |
| 2001   | Lucky Strike BAR Honda  | BAR 003 | Honda RA001E V10  | B    | Jacques Villeneuve | Ki  | Ki  | 7   | Ki  | 3   | 8   | 4   | Ki  | 9   | Ki  | 8   | 3   | 9   | 8   | 6   | Ki  | 10  |     |     | 17   | 6.       |
| 2002   | Lucky Strike BAR Honda  | BAR 004 | Honda RA002E V10  | B    |                    | AUS | MAL | BRA | SMR | ESP | AUT | MON | CAN | EUR | GBR | FRA | GER | HUN | BEL | ITA | USA | JPN |     |     | 7    | 8.       |
| 2002   | Lucky Strike BAR Honda  | BAR 004 | Honda RA002E V10  | B    | Jacques Villeneuve | Ki  | 8   | 10  | 7   | 7   | 10  | Ki  | Ki  | 12  | 4   | Ki  | Ki  | Ki  | 8   | 9   | 6   | Ki  |     |     | 7    | 8.       |
| 2002   | Lucky Strike BAR Honda  | BAR 004 | Honda RA002E V10  | B    | Olivier Panis      | Ki  | Ki  | Ki  | Ki  | Ki  | Ki  | Ki  | 8   | 9   | 5   | Ki  | Ki  | 12  | 12  | 6   | 12  | Ki  |     |     | 7    | 8.       |
| 2003   | Lucky Strike BAR Honda  | BAR 005 | Honda RA003E V10  | B    |                    | AUS | MAL | BRA | SMR | ESP | AUT | MON | CAN | EUR | FRA | GBR | GER | HUN | ITA | USA | JPN |     |     |     | 26   | 5.       |
| 2003   | Lucky Strike BAR Honda  | BAR 005 | Honda RA003E V10  | B    | Jacques Villeneuve | 9   | Ni  | 6   | Ki  | Ki  | 12  | Ki  | Ki  | Ki  | 9   | 10  | 9   | Ki  | 6   | Ki  |     |     |     |     | 26   | 5.       |
| 2003   | Lucky Strike BAR Honda  | BAR 005 | Honda RA003E V10  | B    | Szató Takuma       |     |     |     |     |     |     |     |     |     |     |     |     |     |     |     | 6   |     |     |     | 26   | 5.       |
| 2003   | Lucky Strike BAR Honda  | BAR 005 | Honda RA003E V10  | B    | Jenson Button      | 10  | 7   | Ki  | 8   | 9   | 4   | Ni  | Ki  | 7   | Ki  | 8   | 8   | 10  | Ki  | Ki  | 4   |     |     |     | 26   | 5.       |
| 2004   | Lucky Strike BAR Honda  | BAR 006 | Honda RA004E V10  | M    |                    | AUS | MAL | BHR | SMR | ESP | MON | EUR | CAN | USA | FRA | GBR | GER | HUN | BEL | ITA | CHN | JPN | BRA |     | 119  | 2.       |
| 2004   | Lucky Strike BAR Honda  | BAR 006 | Honda RA004E V10  | M    | Jenson Button      | 6   | 3   | 3   | 2   | 8   | 2   | 3   | 3   | Ki  | 5   | 4   | 2   | 5   | Ki  | 3   | 2   | 3   | Ki  |     | 119  | 2.       |
| 2004   | Lucky Strike BAR Honda  | BAR 006 | Honda RA004E V10  | M    | Szató Takuma       | 9   | 15  | 5   | 16  | 5   | Ki  | Ki  | Ki  | 3   | Ki  | 11  | 8   | 6   | Ki  | 4   | 6   | 4   | 6   |     | 119  | 2.       |
| 2005   | Lucky Strike BAR Honda  | BAR 007 | Honda RA005E V10  | M    |                    | AUS | MAL | BHR | SMR | ESP | MON | EUR | CAN | USA | FRA | GBR | GER | HUN | TUR | ITA | BEL | BRA | JPN | CHN | 38   | 6.       |
| 2005   | Lucky Strike BAR Honda  | BAR 007 | Honda RA005E V10  | M    | Jenson Button      | 11  | Ki  | Ki  | DSQ | Kiz | Kiz | 10  | Ki  | Ni  | 4   | 5   | 3   | 5   | 5   | 8   | 3   | 7   | 5   | 8   | 38   | 6.       |
| 2005   | Lucky Strike BAR Honda  | BAR 007 | Honda RA005E V10  | M    | Szató Takuma       | 14  | Sér | Ki  | DSQ | Kiz | Kiz | 12  | Ki  | Ni  | 11  | 16  | 12  | 8   | 9   | 16  | Ki  | 10  | DSQ | Ki  | 38   | 6.       |
| 2005   | Lucky Strike BAR Honda  | BAR 007 | Honda RA005E V10  | M    | Anthony Davidson   |     | Ki  |     |     |     |     |     |     |     |     |     |     |     |     |     |     |     |     |     | 38   | 6.       |

## Forráshivatkozások
1. ↑  Eason, Kevin. „Tyrrell prepare to embark on final lap”, The Times, Times Newspapers, 1998. október 27.
2. ↑  Henry, Alan. „Motor Racing: Villeneuve on his way”, The Guardian, Guardian Newspapers, 1998. július 24., 6. oldal
3. ↑  Henry, Alan. „Motor Sport: New team back tracks”, Guardian, Guardian Newspapers, 1993. március 13., 7. oldal
4. ↑  Reflections on BAR: A Tradition Of What?. atlasf1.autosport.com. (Hozzáférés: 2022. március 3.)
5. ↑  Henry, Alan. „God help Ferrari No.2”, Guardian, Guardian Newspapers, 1999. november 2., 8. oldal
6. ↑  Griffiths, John. „BAT appoints racing team chief”, Financial Times, 2001. december 19., 24. oldal
7. ↑  Wayback Machine. web.archive.org. [2012. október 1-i dátummal az eredetiből archiválva]. (Hozzáférés: 2022. március 3.)
8. ↑  Former BAR team owner BAT back into Formula 1 with McLaren deal (angol nyelven). www.autosport.com. (Hozzáférés: 2022. március 3.)